# 새마을기
새마을기(새마을旗)는 새마을 운동을 상징하는 대한민국의 기이다. 1972년 12월 1일부터 12월 20일까지 내무부에서 새마을 운동을 상징하는 기를 제정하기 위하여 주최한 공모전을 통해 제정되었고 1973년 1월 9일에 채택되었다.

## 디자인과 의미
새마을기의 가로세로비는 3:2이다. 초록색 바탕 가운데 상단에 새마을 마크가 그려져 있다. 새마을 마크는 노란색 동그라미 안에 초록색 잎과 싹이 그려져 있는데 줄기의 밑부분이 넓고 윗부분이 좁은 편이다. 동그라미의 중심점 위치는 깃면의 중심에서 위쪽으로 1/4 정도 나와 있는 점이고 반지름의 길이는 깃면 길이의 1/2이다. 아래쪽에는 박정희 전 대통령이 쓴 "새마을"이라는 한국어 단어가 하얀색으로 쓰여져 있다.
초록색 바탕은 농촌의 녹색 혁명을 뜻하며 노란색은 협동과 부유함, 잘 살 수 있다는 가능성을 뜻한다. 초록색 잎과 싹은 새마을 운동의 근면·자조·협동 정신을 뜻하고 동그라미는 무한한 발전과 창조를 뜻한다. 줄기의 밑부분이 넓고 윗부분이 좁은 것은 안정과 번영을 뜻한다.

## 역사
1972년 11월 28일에 내무부에서 새마을 운동을 상징하는 기, 표어, 농민복 공모 계획을 공개했다. 이어 1972년 12월 1일부터 12월 20일까지 내무부에서 주최한 새마을기, 새마을 운동 표어, 새마을 운동 농민복 현상 공모전이 진행되었다. 내무부는 1973년 1월 9일에 서울특별시 성북구 미아동(현재의 강북구 미아동)에 거주하던 최헌영이 출품한 디자인을 새마을기 디자인으로 선정했다.
내무부는 1973년 5월 9일에 대통령비서실, 국무총리실에 새마을기 공모전 심사 결과를 보고했고 1973년 6월 25일을 기해 표준 새마을기 보급을 시작했다. 총무처는 1976년 2월 7일에 제정된 의정에서 "관공서에서 새마을기를 대한민국의 국기, 기관의 기와 함께 게양할 때에는 국기를 1순위, 새마을기를 2순위, 기관의 기를 3순위로 각각 게양해야 한다."고 규정했다. 그러나 김영삼 정부 시절에 운영되었던 국무총리실 산하 행정쇄신위원회는 1994년에 "새마을기의 게양 여부는 각급 기관 또는 단체장이 국민 정서나 지역 여건 등을 고려하여 자율적으로 결정한다."고 규정했다.

## 같이 보기
- 새마을노래